# Erik Solbakken

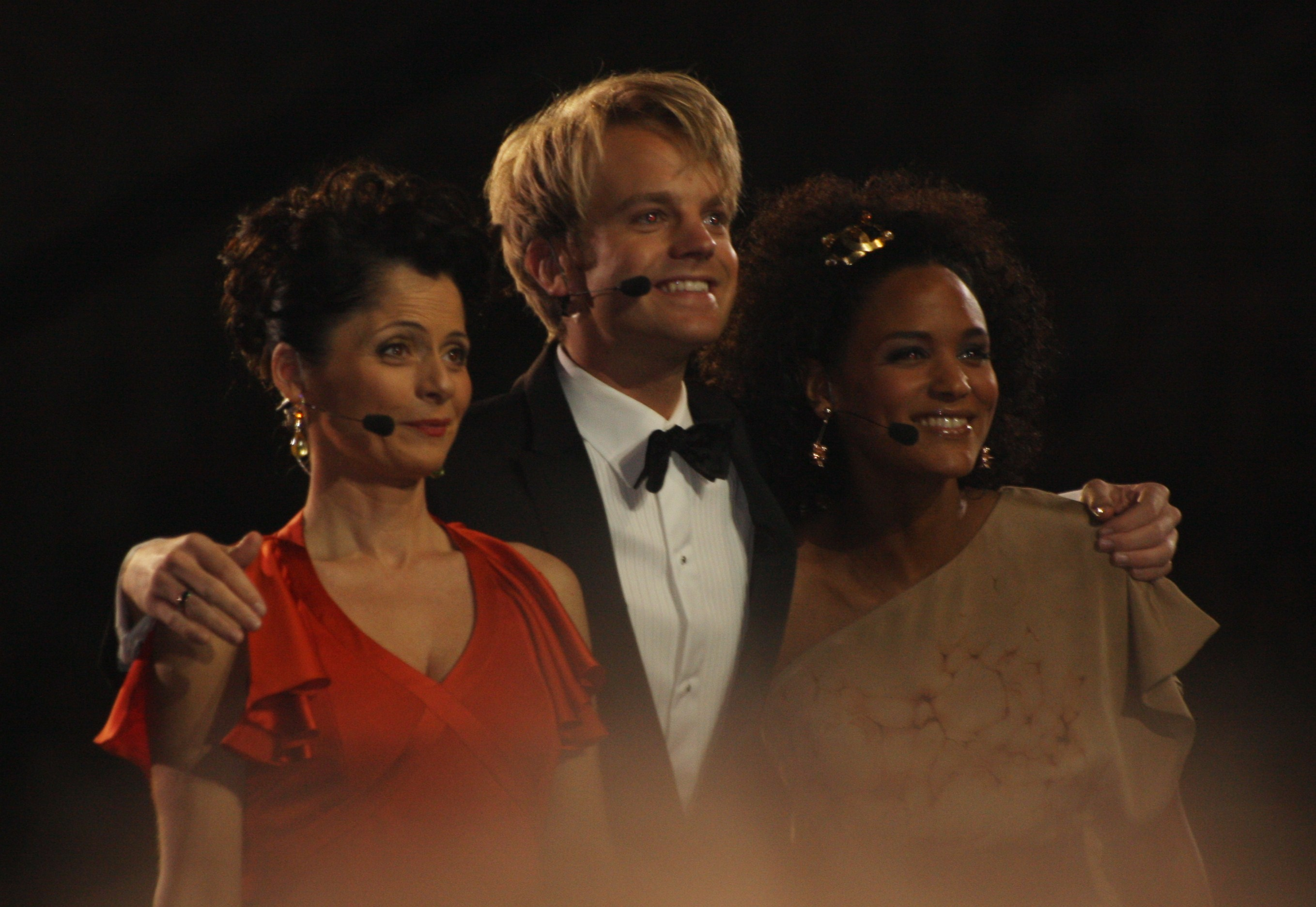
Erik Solbakken mit Haddy N’jie (rechts) und Nadia Hasnaoui (links) bei der Generalprobe des Eurovision Song Contest 2010.

Erik Solbakken (* 17. November 1984 in Hemsedal) ist ein norwegischer Fernsehmoderator.

## Biografie
Erik Solbakken ließ sich an der Hochschule Volda zum Journalisten ausbilden und arbeitet seit dem Jahr 2005 für den staatlichen norwegischen Sender NRK. Bekanntheit erlangte vor allem durch seine Arbeit in Kinder- und Jugendprogrammen. Er moderierte die Sendungen Barne-TV, Liga sowie das Weihnachtsprogramm Julemorgen (2006). Auch war er für NRK Radio 2 tätig. 2007 wurde er Moderator des von NRK neu eingeführten Kinder- und Jugendsenders NRK Super. Dort moderierte Solbakken gemeinsam mit Phung Hang und Marthe Sveberg Bjørstad die Quizsendung Superkviss und zeigte unter anderem eine Begabung für das Imitieren von Menschen und Dialekten.
Seit 2009 ist Solbakken gemeinsam mit zwei Kindern Moderator der Sendung Krem Nasjonal, einem Comedy-Programm, das für die gesamte Familie ausgerichtet ist. In diesem werden Sketche aufgeführt, Musik-Videos und bekannte Künstler wie Alexander Rybak eingeladen. Im selben Jahr erhielt Solbakken für das NRK-Super-Programm Utfordringen den Moderatorenpreis des Nordic Children’s TV Festival, wo er sich unter anderem gegen Jacob Riising (Danmarks Radio) und Jeppe Vig Find (TV 2) durchsetzen konnte. Das wöchentlich ausgestrahlte Format handelt von Sechstklässlern, die in ganz Norwegen im sportlichen Wettbewerb gegeneinander antreten.
2010 übernahm Solbakken erstmals bei einem Erwachsenenprogramm die Moderation und moderierte für den NRK gemeinsam mit Haddy N’jie und Nadia Hasnaoui den 55. Eurovision Song Contest aus Oslo. Zuvor hatte er Ende März das Kinderfilmfestival Amandus betreut. Im Juni 2011 moderierte er den von der EBU in Oslo veranstalteten Tanzwettbewerb Eurovision Young Dancers.
Erik Solbakken ist verheiratet und lebt in Oslo. In seiner Freizeit begeistert er sich unter anderem für den Skilanglauf, den Skistil Telemarken, Fußball und Volleyball. Er schwärmt für den Fußballverein Sandefjord Fotball, während er im Fliegenfischen Norwegen bei nationalen Juniorenwettbewerben vertrat.

## Auszeichnungen
- 2009: Bester Fernsehmoderator auf dem Nordic Children’s TV Festival für das Programm Utfordringen